# Рамблвуд (Пенсилванија)
Рамблвуд (енгл. Ramblewood) насељено је место без административног статуса у америчкој савезној држави Пенсилванија.

## Демографија
По попису из 2010. године број становника је 849, што је 205 (-19,4%) становника мање него 2000. године.
| Група             | 2000.         | 2010.       |
| Белци             | 1.023 (97,1%) | 808 (95,2%) |
| Афроамериканци    | 5 (0,5%)      | 0 (0,0%)    |
| Азијати           | 9 (0,9%)      | 9 (1,1%)    |
| Хиспаноамериканци | 4 (0,4%)      | 25 (2,9%)   |
| Укупно            | 1.054         | 849         |